# Maxwel·lita
La maxwel·lita és un mineral de la classe dels fosfats, que pertany al grup de la tilasita. Rep el nom en honor de Charles Henry Maxwell (1923–), geòleg amb el Geological Survey dels Estats Units, especialitzat en el districte de Taylor Creek, on va ser descoberta aquesta espècie.

## Característiques
La maxwel·lita és un arsenat de fórmula química NaFe3+(AsO₄)F. Va ser aprovada com a espècie vàlida per l'Associació Mineralògica Internacional l'any 1987. Cristal·litza en el sistema monoclínic. La seva duresa a l'escala de Mohs es troba entre 5 i 5,5. És isostructural amb la titanita.
Segons la classificació de Nickel-Strunz, la maxwel·lita pertany a «08.BH: Fosfats, etc. amb anions addicionals, sense H₂O, amb cations de mida mitjana i gran, (OH, etc.):RO₄ = 1:1» juntament amb els següents minerals: thadeuïta, durangita, isokita, lacroixita, panasqueiraïta, tilasita, drugmanita, bjarebyita, cirrolita, kulanita, penikisita, perloffita, johntomaïta, bertossaïta, palermoïta, carminita, sewardita, adelita, arsendescloizita, austinita, cobaltaustinita, conicalcita, duftita, gabrielsonita, nickelaustinita, tangeïta, gottlobita, hermannroseïta, čechita, descloizita, mottramita, pirobelonita, bayldonita, vesignieïta, paganoïta, jagowerita, carlgieseckeïta-(Nd), attakolita i leningradita.

## Formació i jaciments
Va ser descoberta a la mina Squaw Creek, situada al districte de Taylor Creek, al comtat de Catron (Nou Mèxic, Estats Units). També ha estat descrita en alguns indrets del proper comtat de Sierra, sent aquests juntament amb la localitat tipus els únics indrets a tot el planeta on ha estat descrita aquesta espècie mineral.